# Catrano Catrani
Catrano M. Catrani (Città di Castello, Umbría, Italia, 31 de octubre de 1910-Buenos Aires, 19 de octubre de 1974) fue un director de cine y productor ítaloargentino.
Catrani se formó como cineasta en su país de origen, estudiando en el Centro Sperimentale de Cinematografía de Roma. Emigró junto a su esposa, la también directora de cine, Vlasta Lah a la Argentina en 1937, y se radicó en Buenos Aires, donde se incorporó a los Estudios San Miguel. Dirigió numerosos cortometrajes publicitarios y documentales, y en 1942 realizó su primera obra de envergadura, la comedia En el último piso, con Zully Moreno y Juan Carlos Thorry en los roles principales.
Su primer gran éxito sería Alto Paraná, una comedia costumbrista guionada por el novelista correntino Velmiro Ayala Gauna y protagonizada por Ubaldo Martínez en el papel del comisario don Frutos Gómez, un sardónico y astuto policía de pueblo. En 1963, coguionada con Félix Luna y con música de Ariel Ramírez, realizaría La fusilación o El último montonero, sobre la cruenta muerte del caudillo riojano Ángel Vicente Peñaloza a manos de los unitarios, que obtendría el premio a la Mejor Dirección en el Festival Cinematográfico Internacional de San Sebastián.
Fue uno de los fundadores de la entidad Directores Argentinos Cinematográficos en 1958.

## Filmografía
Director
- ¿De quiénes son las mujeres? (1972)
- He nacido en la ribera (1972)
- Tacuara y Chamorro, pichones de hombres (1967)
- Santiago querido! (1965)
- El último montonero (1963)
- Álamos talados (1960)
- Alto Paraná (1958)
- Al sur del paralelo 42 (1955)
- Codicia (1955)
- Mujeres en sombra (1951)
- La comedia inmortal (1951)
- Lejos del cielo (1950)
- Los secretos del buzón (1948)
- Los hijos del otro (1947)
- Llegó la niña Ramona (1945)
- En el último piso (1942)

Productor
- He nacido en la ribera (1972)
- Las furias (1960)
- Álamos talados (1960)
- Alto Paraná (1958)
- Al sur del paralelo 42 (1955)

Guionista
- Tacuara y Chamorro, pichones de hombres (1967)
- El último montonero (1963)
- Alto Paraná (1958)
- Codicia (1955)

Actor
- Las furias (1960)